# Jamides setekwaensis
Jamides setekwaensis är en fjärilsart som beskrevs av Tite 1960. Jamides setekwaensis ingår i släktet Jamides och familjen juvelvingar. Inga underarter finns listade i Catalogue of Life.